# 白栎
白栎（学名：Quercus fabri）为壳斗科栎属的植物。

## 形态
落叶乔木，高达20米。小枝密生粗毛；倒卵形叶互生，每边具有6-10个波状钝缺齿，下面有灰色粗毛，细脉明显；长卵形坚果，生于杯状壳斗中，壳斗外被细小鳞片。

## 分布
分布于朝鲜以及中国大陆的四川、贵州、广东、陕西、广西、河南、湖北、云南、安徽、福建、湖南、浙江、江西、江苏等地，生长于海拔50米至1,900米的地区，一般生于山地杂木林中和丘陵。

## 别名及异名
别名：小白栎（云南植物志）
异名：
- Quercus fabri Hance var. multinervis C. J. Qi